# Le Russey
Le Russey ist eine französische Gemeinde mit 2.546 Einwohnern (Stand: 1. Januar 2022) im Département Doubs in der Region Bourgogne-Franche-Comté. Sie gehört zum Kanton Morteau im Arrondissement Pontarlier.

## Geographie
Le Russey liegt auf 881 m, ungefähr auf halbem Weg zwischen Morteau und Maîche und etwa zehn Kilometer nordwestlich der Schweizer Stadt La Chaux-de-Fonds (Luftlinie). Das Dorf erstreckt sich im Jura, inmitten des weiten Hochplateaus von Maîche, am Ostfuß des Höhenzuges von Le Mémont. Das Gemeindegebiet gehört zum Regionalen Naturpark Doubs-Horloger.
Die Fläche des 24,17 km² großen Gemeindegebiets umfasst einen Abschnitt des französischen Juras. Der zentrale Teil des Gebietes wird vom schwach reliefierten Hochplateau von Maîche eingenommen, das durchschnittlich auf 880 m liegt. Es ist überwiegend von Wies- und Weideland bestanden, zeigt aber auch einige größere Waldflächen, insbesondere der Grand Bois im Osten, in dem sich auch ein Moorgebiet befindet. Das Plateau besitzt keine oberirdischen Fließgewässer, weil das Niederschlagswasser im verkarsteten Untergrund versickert. Nach Westen erstreckt sich das Gemeindeareal auf den Höhenrücken von Le Mémont, auf dem mit 1040 m die höchste Erhebung von Le Russey erreicht wird. Im Südosten wird das Plateau von dem rund 100 m höheren, breiten Höhenrücken des Grand Mont begrenzt. Dieser Höhenzug bildet in geologisch-tektonischer Hinsicht eine Antiklinale des Faltenjuras und ist gemäß der Streichrichtung des Gebirges in dieser Region in Richtung Südwest-Nordost orientiert.
Zu Le Russey gehören neben dem eigentlichen Ort auch verschiedene Weiler und zahlreiche Einzelhöfe, darunter:
- Les Allemands (915 m) auf dem Plateau am Südfuß der Höhe von Le Mémont
- Les Butiques (875 m) auf dem Plateau am südwestlichen Ortsrand
- Les Rondeys (879 m) auf dem Plateau am südwestlichen Ortsrand
- Les Fournots du Haut (900 m) auf einer Anhöhe nordöstlich des Dorfes
- Les Guillaumots (881 m) auf dem Plateau am südlichen Ortsrand
- Les Fuottes (890 m) auf dem Plateau
- Les Jean-Chevaux (954) an erhöhter Lage südlich des Plateaus
- Les Grands Guillaumot (992 m) auf dem Höhenrücken des Grand Mont
- Les Faivres (935 m) am Nordhang des Höhenrückens des Grand Mont

Nachbargemeinden von Le Russey sind Bonnétage im Norden und Osten, Grand’Combe-des-Bois und Le Barboux im Süden sowie Narbief, Le Bizot, Le Mémont und Le Luhier im Westen.

## Geschichte
Im Mittelalter gehörte Le Russey zur Herrschaft Réaumont, die unter der Oberhoheit der Herren von Montfaucon, ab dem 15. Jahrhundert unter derjenigen der Grafen von Montbéliard stand. Zusammen mit der Franche-Comté gelangte das Dorf mit dem Frieden von Nimwegen 1678 an Frankreich. In der zweiten Hälfte des 19. Jahrhunderts und während des 20. Jahrhunderts erlangte die Uhrenindustrie eine wichtige Bedeutung für das wirtschaftliche Leben in Le Russey.
Mit 1. Januar 2009 erfolgte eine Änderung der Arrondissementszugehörigkeit der Gemeinde. Bislang zum Arrondissement Montbéliard gehörend, kamen alle Gemeinden des Kantons zum Arrondissement Pontarlier.

## Sehenswürdigkeiten

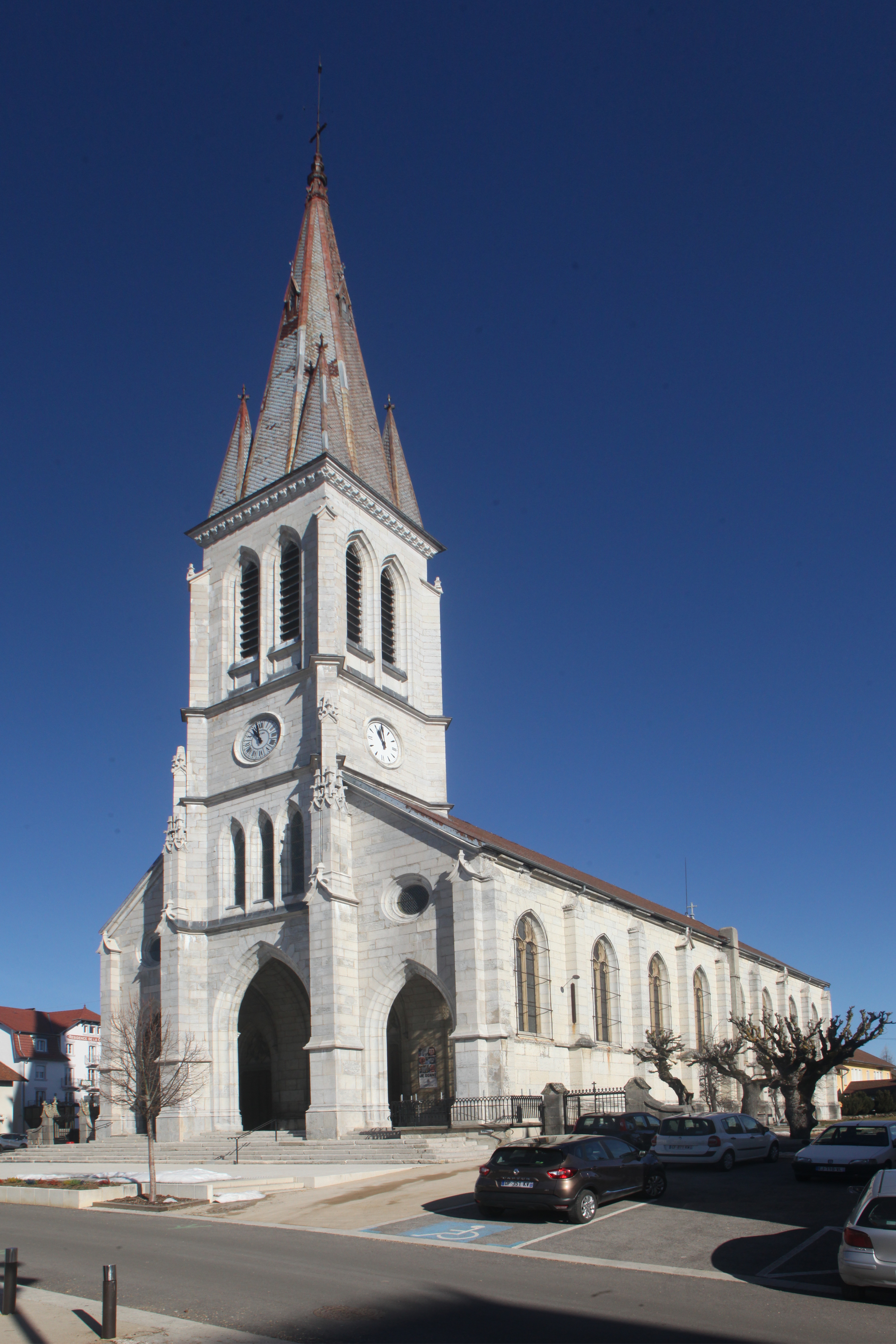
Kirche Saint-Nicolas

Die Kirche Saint-Nicolas in Le Russey stammt ursprünglich aus dem 16. Jahrhundert; das Schiff wurde jedoch im 19. Jahrhundert weitgehend neu erbaut. Im 19. Jahrhundert wurde das Hôtel de Ville (Rathaus) errichtet. Verschiedene Bauernhäuser aus dem 17. bis 19. Jahrhundert im charakteristischen Stil der Franche-Comté sind erhalten.

## Bevölkerung
| Jahr                       | 1962 | 1968 | 1975 | 1982 | 1990 | 1999 | 2004 | 2016 |
| Einwohner                  | 1529 | 1646 | 1732 | 1771 | 1824 | 1917 | 1930 | 2298 |
| Quellen: Cassini und INSEE |      |      |      |      |      |      |      |      |

Mit 2546 Einwohnern (Stand 1. Januar 2022) gehört Le Russey zu den mittelgroßen Gemeinden des Départements Doubs. Nachdem die Einwohnerzahl in der ersten Hälfte des 20. Jahrhunderts stets im Bereich zwischen 1200 und 1370 Personen gelegen hatte, wurde seit Beginn der 1950er Jahre ein kontinuierliches Bevölkerungswachstum verzeichnet.

## Wirtschaft und Infrastruktur
Le Russey nimmt heute seine Funktion als Kleinzentrum für die nähere Umgebung wahr. Die Uhrenindustrie besitzt zwar nicht mehr die gleiche Bedeutung wie in der ersten Hälfte des 20. Jahrhunderts, doch gibt es weiterhin mehrere Betriebe dieser Branche wie auch der Décolletage. Weitere wichtige Industriezweige sind die Mikromechanik und die Holzverarbeitung. Daneben gibt es zahlreiche Geschäfte des Einzelhandels und einen Supermarkt. Dank des großen Gemeindegebietes spielen auch die Landwirtschaft (Viehzucht und Milchwirtschaft, Ackerbau) und die Forstwirtschaft noch eine gewisse Rolle. Le Russey ist Standort zweier Collèges. Im Juni wird jeweils das Enzianfest durchgeführt.
Die Ortschaft ist verkehrstechnisch gut erschlossen. Sie liegt an der Hauptstraße D437, die von Montbéliard nach Morteau führt. Weitere Straßenverbindungen bestehen mit Charquemont, Grand'Combe-des-Bois, Le Bizot und Le Mémont. Der Betrieb der Schmalspurbahn von Morteau nach Maîche (1905 eröffnet) mit einem Bahnhof in Le Russey wurde 1952 eingestellt.